# Joseph Robyn
Joseph Robyn, né le 1er mars 1884 à Molenbeek-Saint-Jean et mort le 24 février 1931, est un joueur de football international belge actif avant la Première Guerre mondiale. Il effectue toute sa carrière au Daring Club de Bruxelles, où il occupe le poste de défenseur. Il remporte un titre de champion de Belgique, le premier de l'histoire du club bruxellois, en 1912.

## Carrière en club
Joseph Robyn réalise ses débuts avec l'équipe première du Daring Club de Bruxelles en 1903, à l'âge de 19 ans. Il s'impose au fil des rencontres comme un joueur de base en défense. Malgré les bonnes prestations du club en championnat, les « Daringmen » ne parviennent pas à briser l'hégémonie de l'Union Saint-Gilloise, ce qui provoque l'apparition d'une des rivalités les plus célèbres du football belge.
Joseph Robyn enchaîne les bonnes prestations et est appelé une première fois en équipe nationale belge en 1907. Finalement, le club parvient à décrocher un premier titre de champion de Belgique en 1912, grâce à une défense particulièrement solide, ne concédant que quinze buts en 22 rencontres. La saison suivante, les deux clubs bruxellois sont à nouveau en lutte pour le titre, qui se joue finalement sur un test-match, les deux équipes ayant terminé à égalité. L'Union l'emporte mais la Fédération sanctionne le club pour « professionnalisme caché ». Le titre doit revenir au Daring mais les dirigeants le refusent, le club n'ayant pas été capable de le remporter sur le terrain. Après cette saison, Joseph Robyn décide de mettre un terme à sa carrière de joueur.

### Statistiques
| Saison                | Club                  | Championnat           | Championnat | Championnat | Coupe(s) nationale(s) | Coupe(s) nationale(s) | Total | Total |
| Saison                | Club                  | Division              | M.          | B.          | M.                    | B.                    | M.    | B.    |
| 1903-1904             | Daring CB             | Division 1            | -           | -           | 0                     | 0                     | 0     | 0     |
| 1904-1905             | Daring CB             | Division 1            | -           | -           | 0                     | 0                     | 0     | 0     |
| 1905-1906             | Daring CB             | Division 1            | -           | -           | 0                     | 0                     | 0     | 0     |
| 1906-1907             | Daring CB             | Division 1            | -           | -           | 0                     | 0                     | 0     | 0     |
| 1907-1908             | Daring CB             | Division 1            | -           | -           | 0                     | 0                     | 0     | 0     |
| 1908-1909             | Daring CB             | Division 1            | -           | -           | 0                     | 0                     | 0     | 0     |
| 1909-1910             | Daring CB             | Division 1            | -           | -           | 0                     | 0                     | 0     | 0     |
| 1910-1911             | Daring CB             | Division 1            | -           | -           | 0                     | 0                     | 0     | 0     |
| 1911-1912             | Daring CB             | Division 1            | -           | -           | -                     | -                     | 0     | 0     |
| 1912-1913             | Daring CB             | Division 1            | -           | -           | 0                     | 0                     | 0     | 0     |
| Total sur la carrière | Total sur la carrière | Total sur la carrière | 1           | -           | 0                     | 0                     | 1     | 0     |

## Carrière en équipe nationale
Joseph Robyn compte quatre convocations en équipe nationale belge, pour autant de matches joués. Appelé pour la première fois le 9 mai 1907 à l'occasion d'un match amical aux Pays-Bas, il joue sa quatrième et dernière rencontre le 9 novembre 1912, lors d'un déplacement en Angleterre pour y rencontrer l'équipe nationale amateur. Sur ces quatre matchs, seuls trois sont officiellement reconnus par la FIFA.

### Liste des sélections internationales
Le tableau ci-dessous reprend toutes les sélections de Joseph Robyn. Le score de la Belgique est toujours indiqué en gras.
| Date       | Compétition  | Adversaire         | Lieu      | Score | Remarque |
| ---------- | ------------ | ------------------ | --------- | ----- | -------- |
| 09/05/1907 | Match amical | Pays-Bas           | Haarlem   | 1-2   |          |
| 29/03/1908 | Match amical | Pays-Bas           | Anvers    | 1-4   |          |
| 09/05/1909 | Match amical | France             | Bruxelles | 5-2   |          |
| 09/11/1912 | Match amical | Angleterre amateur | Londres   | 4-0   |          |